# Братский (Ейский район)
Братский — посёлок в Ейском районе Краснодарского края.
Входит в состав Ейского сельского поселения.

## География

### Улицы
- пер. Рабочий,
- пер. Спортивный,
- ул. Вольная,
- ул. Мира,
- ул. Мичурина,
- ул. Новая,
- ул. Рабочая,
- ул. Спортивная,
- ул. Центральная.

## Население
| 2002 | 2010 |
| ---- | ---- |
| 520  | ↗521 |